# Tom Clancy’s SSN
Tom Clancy’s SSN ist eine U-Boot-Simulation aus dem Jahre 1996. Das Spiel wurde von Clancy Interactive Entertainment, einem Vorläufer von Red Storm Entertainment, entwickelt. Die Hintergrundgeschichte des Spiels bildete Tom Clancys Roman SSN, der nicht in Deutschland erschien, und wurde in Form von TV-Nachrichten erzählt.
SSN war darüber hinaus auch die erste U-Boot-Simulation, welche Abschied von Bitmap-Kontrolltafeln nahm und komplett aus einer 3D-Außenperspektive gesteuert wurde.

## Hintergrundgeschichte
Die Gegenwart: Bei den Spratly-Inseln im Südchinesischen Meer werden Ölvorkommen entdeckt. China erhebt Anspruch auf die in internationalen Gewässern liegende Inselgruppe. Die mangelnde Durchsetzungsfähigkeit der chinesischen Regierung im Streit um die Inseln provoziert einen Militärputsch, sodass eine Junta die Regierung entmachtet und eine militärische Besetzung der Inseln initiiert. Gegen diese offene Provokation intervenieren die USA und schicken eine Flugzeugträger-Kampfgruppe sowie das U-Boot Cheyenne.

## Spielinhalt
SSN bietet einen Kampagnenmodus, der die Hintergrundgeschichte des Spiels fortlaufend erzählt, und Soforteinsätze, bei denen der Spieler verschiedene Parameter wie Anzahl und Typ der Feinde bestimmen kann. Zusätzlich ist eine Datenbank aller im Spiel enthaltenen Schiffe, U-Boote und Waffen enthalten.
In spielerischer Hinsicht gibt sich SSN eher konservativ. Der Spieler absolviert seine Missionen, die üblicherweise im Abfahren von Wegpunkten und dem Versenken feindlicher Schiffe bestehen. Der Spieler kann lediglich die Cheyenne steuern, ein U-Boot der Los-Angeles-Klasse. Gegen gegnerische Ziele stehen als einzige Waffe Mk-48-Torpedos zur Verfügung.
Die Besonderheit besteht jedoch in der Art und Weise, wie das Spiel präsentiert und gesteuert wird. Der Spieler sieht das U-Boot nicht wie üblich von innen, sondern stets aus einer außerhalb des Bootes stehenden Perspektive. Dementsprechend findet die Steuerung nicht über Anzeige- und Instrumententafeln statt, sondern ähnlich wie in einer Flugsimulation über direkte Tastaturbefehle. Der Realismusgehalt ist entsprechend sehr viel niedriger als in zeitgenössischen Simulationen wie 688(i) Hunter/Killer oder 688 Attack Sub, die vom Spieler ein eher taktisch bedachtes Vorgehen auf der Grundlage der mithilfe von Sonargeräten gewonnenen Informationen fordern.
Die Grafik sieht gemessen an den damaligen Verhältnissen zeitgemäß aus. Sämtliche 3D-Objekte sind sehr detailliert mithilfe texturierter Polygone dargestellt, lediglich Explosionen und Wasserfontänen bestehen aus Bitmaps. Zur Darstellung des Meeresbodens wird Voxelgrafik verwendet.
Nachdem ab 1994 PC-Spiele wie Command & Conquer oder Wing Commander die Hintergrundgeschichte vermehrt in professionell gefilmten Spielfilmsequenzen erzählten, griff auch SSN diesen Trend auf. Die Geschichte wurde über Fernsehberichte des fiktiven Senders Total Cable Network (TCN) erzählt. Während die Nachrichten selbst größtenteils im Bluescreen-Verfahren gedreht wurden, entstammten „kompliziertere“ Szenen wie Explosionen oder Bilder von Flottenverbänden dem Archiv der US Navy.

## Rezeption
Während Simulationspuristen die mangelnde Komplexität kritisierten, fanden „normale“ Kritiker schnell Gefallen an SSN. Die Fachzeitschriften vergaben durchwegs positive Noten für das Spiel und waren vor allem von der neuartigen Art und Weise der Präsentation angetan.